# Ciboria latipes
Ciboria latipes är en svampart som tillhör divisionen sporsäcksvampar, och som beskrevs av Holst-Jensen och Trond Schumacher. Ciboria latipes ingår i släktet Ciboria, och familjen Sclerotiniaceae. Arten är reproducerande i Sverige.